# Décès en février 1965
Décès
- 1961
- 1962
- 1963
- 1964
- 1965
- 1966
- 1967
- 1968
- 1969

Pour une information complémentaire, voir la page d'aide.

| Date      | Nom                   | Pays                   | Activités                  | Âge | Source |
| --------- | --------------------- | ---------------------- | -------------------------- | --- | ------ |
| 2 février | George Neville Watson | Drapeau du Royaume-Uni | Mathématicien britannique. | 79  |        |